# Maria Cyranowicz
Maria Cyranowicz (ur. 20 maja 1974 w Warszawie) – polska poetka i krytyczka literacka, nauczycielka języka polskiego.

## Życiorys
Absolwentka VI Liceum Ogólnokształcącego im. Tadeusza Reytana w Warszawie (1993). Ukończyła polonistykę na Uniwersytecie Warszawskim. Była redaktorem literackim nieistniejącego już dwumiesięcznika „Meble”, poświęconego nowoczesnej sztuce i literaturze. Sygnatariuszka Manifestu neolingwistycznego, ogłoszonego 3 grudnia 2002 roku w warszawskiej Przestrzeni Graffenberga. Jedna z redaktorek warszawskiego czasopisma literackiego „Wakat”, które zajmuje się propagowaniem tendencji awangardowych w sztuce i literaturze. Wiersze i artykuły krytyczne publikowała m.in. w „Studium”, „Czasie Kultury”, „Fa-Arcie”, „Twórczości”, „Ha!arcie”, „Tekstach Drugich” oraz prasie codziennej.
Autorka pięciu książek poetyckich, współredaktorka (obok Pawła Kozioła) antologii Gada !zabić? Pa]n[tologia neolingwizmu (2005), a także (wraz z Joanną Mueller i Justyną Radczyńską) antologii poezji kobiet (1989–2009) Solistki. Jej wiersze ukazały się w przekładzie na język niemiecki w antologii poezji polskiej Das Reicht für eine Irrfahrt durch Polen (Lipsk 2010, ISBN 978-3-86660-105-5).
Pracuje w VIII Liceum Ogólnokształcącym im. Władysława IV w Warszawie oraz LI Liceum Ogólnokształcące im. Tadeusza Kościuszki w Warszawie jako nauczycielka języka polskiego.

## Nagrody
Laureatka Nagrody dla Młodych Krytyków im. Ludwika Frydego (1999).

## Publikacje

### Poezja
- neutralizacje (Fronda, Warszawa 1997)[1]
- i magii nacja (Zielona Sowa, Kraków 2001)[4]
- piąty element to fiksja (Staromiejski Dom Kultury, Warszawa 2004)[1]
- psychodelicje (Staromiejski Dom Kultury, Warszawa 2006)[5][6]
- denpresja (Fundacja Modern Art Means Modern Artist Language (MAMMAL), Warszawa 2009)[7][1]
- machinacje (Stowarzyszenie Wspólny Pokój, Jazdów 2024)

### Antologie
- Gada !zabić? Pa]n[tologia neolingwizmu, red. Maria Cyranowicz i Paweł Kozioł (Warszawa 2005)[1]
- Solistki. Antologia poezji kobiet (1989–2009), red. Maria Cyranowicz, Joanna Mueller, Justyna Radczyńska (Warszawa 2009)[8]

### Inne
- esej bez przecinków [w:] Rodzinna Europa. Pięć minut później, red. Anna Kałuża i Grzegorz Jankowicz (korporacja Ha!art, Kraków 2011)